# 여수 407호
"여수 407호"(Woman Prisoner No. 407)는 한국에서 제작된 신상옥 감독의 1976년 드라마 영화이다. 허진 등이 주연으로 출연하였고 곽정환 등이 제작에 참여하였다.

## 출연

### 주연
- 허진
- 호픽유
- 서미경